# Habenaria amplifolia
Habenaria amplifolia là một loài thực vật có hoa trong họ Lan. Loài này được Cheeseman mô tả khoa học đầu tiên năm 1901.